# 屏風山パーキングエリア

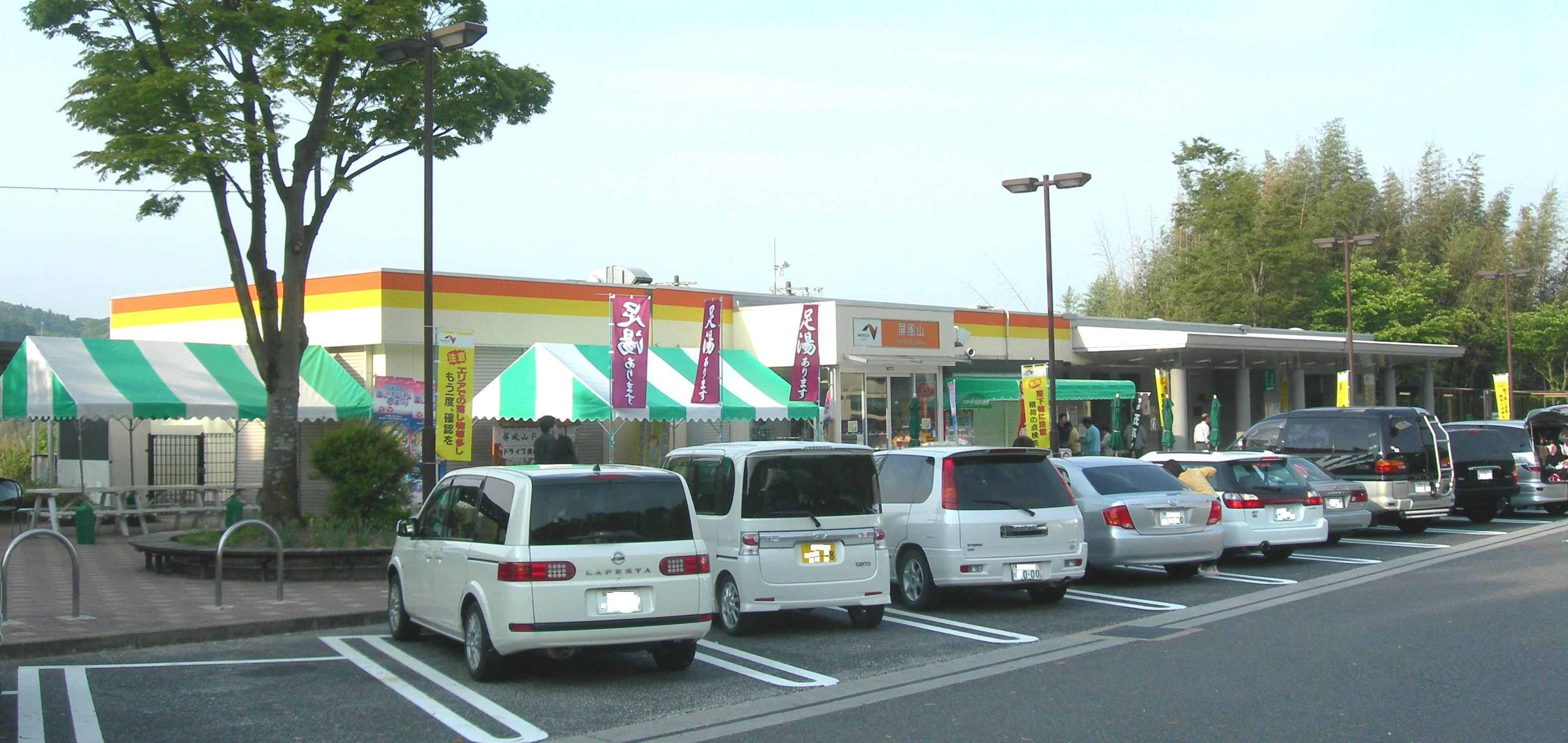
下り線

屏風山パーキングエリア（びょうぶざんパーキングエリア）は、岐阜県瑞浪市の中央自動車道上にあるパーキングエリア。

## 道路
- E19 中央自動車道

## 施設

### 上り線（長野・東京方面）
- 駐車場
  - 大型 - 22台
  - 小型 - 160台
- トイレ
  - 男性 - 大7（和式1・洋式6）・小19
  - 女性 - 26（和式2・洋式26）
    - 同伴の男児用 - 2

  - 車椅子用 - 1
- そば処吉野家（そば・丼専門店）（24時間）
- はなまるうどん（うどん専門店）（7:00 - 22:00）
- ミニストップ（コンビニエンスストア）（24時間）
  - イーネットATM（十六銀行）
- 自動販売機

### 下り線（名古屋・大阪方面）
- 駐車場
  - 大型 - 32台
  - 小型 - 30台
- トイレ
  - 男性 - 大4（和式1・洋式3）・小8
  - 女性 - 14（和式２・洋式12）
    - 同伴の男児用 - 1

  - 車椅子用 - 1
- スナック（8:00 - 20:00）
- ショッピング（8:00 - 20:00）
- 自動販売機

## 隣
E19 中央自動車道
(28) 恵那IC - 屏風山PA - (29) 瑞浪IC